# WHL 1925–26
WHL 1925–26 var den femte och sista säsongen av den professionella ishockeyligan Western Canada Hockey League. Edmonton Eskimos, Calgary Tigers, Portland Rosebuds, Saskatoon Sheiks, Victoria Cougars och Vancouver Maroons utgjorde ligan och spelade 30 matcher var under grundserien. I och med att Regina Capitals flyttade från Regina i Saskatchewan till Portland i Oregon i västra USA och omformades till Portland Rosebuds bytte ligan namn till Western Hockey League.
Edmonton Eskimos vann grundserien med 38 inspelade poäng, en poäng före Saskatoon Sheiks. I ligaslutspelets semifinal vann tredjeplacerade Victoria Cougars dubbelmötet mot andraplacerade Saskatoon Sheiks med målskillnaden 4-3. Därefter besegrade Victoria Cougars även Edmonton Eskimos i ligaslutspelets finalserie över två matcher med målskillnaden 5-3 och avancerade till sin andra raka Stanley Cup-final.
I Stanley Cup-finalen 1926 mötte Victoria Cougars NHL:s mästarlag Montreal Maroons i en serie i bäst av fem matcher. Cougars fick dock endast in tre puckar på fyra matcher bakom Maroons storspelande målvakt Clint Benedict och förlorade finalserien med 1-3 i matcher.

## Grundserie
| Western Hockey League | M  | V  | F  | O | P  | GM | IM  |
| --------------------- | -- | -- | -- | - | -- | -- | --- |
| Edmonton Eskimos      | 30 | 19 | 11 | 0 | 38 | 90 | 77  |
| Saskatoon Sheiks      | 30 | 18 | 11 | 1 | 37 | 93 | 64  |
| Victoria Cougars      | 30 | 15 | 11 | 4 | 34 | 68 | 53  |
| Portland Rosebuds     | 30 | 12 | 16 | 2 | 26 | 84 | 106 |
| Calgary Tigers        | 30 | 10 | 17 | 3 | 23 | 71 | 80  |
| Vancouver Maroons     | 30 | 10 | 18 | 2 | 22 | 64 | 90  |

### Poängliga
Ma. = Matcher, M = Mål, A = Assists, P = Poäng, Utv. = Utvisningsminuter
|                   | Lag               | Ma. | M  | A  | P  | Utv. |
| ----------------- | ----------------- | --- | -- | -- | -- | ---- |
| Bill Cook         | Saskatoon Sheiks  | 30  | 31 | 13 | 44 | 26   |
| Dick Irvin        | Portland Rosebuds | 30  | 31 | 5  | 36 | 29   |
| Corbett Denneny   | Saskatoon Sheiks  | 30  | 17 | 15 | 32 | 12   |
| Art Gagné         | Edmonton Eskimos  | 30  | 21 | 12 | 33 | 20   |
| George Hay        | Portland Rosebuds | 30  | 19 | 12 | 31 | 4    |
| Duke Keats        | Edmonton Eskimos  | 30  | 20 | 9  | 29 | 134  |
| Harry Oliver      | Calgary Tigers    | 30  | 13 | 12 | 25 | 14   |
| Frank Fredrickson | Victoria Cougars  | 30  | 16 | 8  | 24 | 89   |
| Frank Boucher     | Vancouver Maroons | 29  | 15 | 7  | 22 | 14   |
| Barney Stanley    | Edmonton Eskimos  | 29  | 14 | 8  | 22 | 47   |

Statistik från nhl.com

### Målvaktsstatistik
M = Matcher, V = Vinster, F = Förluster, O = Oavgjorda, SM = Spelade minuter, IM = Insläppta mål, N = Hållna nollor, GIM = Genomsnitt insläppta mål per match
|                       | Lag               | M  | V  | F  | O | SM   | IM  | N | GIM  |
| --------------------- | ----------------- | -- | -- | -- | - | ---- | --- | - | ---- |
| Harry "Hap" Holmes    | Victoria Cougars  | 30 | 15 | 11 | 4 | 1859 | 53  | 4 | 1.71 |
| George Hainsworth     | Saskatoon Sheiks  | 30 | 18 | 11 | 1 | 1812 | 64  | 4 | 2.12 |
| Herb Stuart           | Edmonton Eskimos  | 30 | 19 | 11 | 0 | 1800 | 77  | 2 | 2.57 |
| Hal Winkler           | Calgary Tigers    | 30 | 10 | 17 | 3 | 1843 | 80  | 6 | 2.60 |
| Hugh Lehman           | Vancouver Maroons | 30 | 10 | 18 | 2 | 1826 | 90  | 3 | 2.96 |
| Albert "Red" McCusker | Portland Rosebuds | 30 | 12 | 16 | 2 | 1826 | 110 | 0 | 3.61 |

Statistik från justsportsstats.com och nhl.com

## Slutspel
| Datum   | Borta     | Mål | Hemma     | Mål | Noter |
| ------- | --------- | --- | --------- | --- | ----- |
| 12 mars | Victoria  | 3   | Saskatoon | 3   |       |
| 16 mars | Saskatoon | 0   | Victoria  | 1   | ÖT    |

ÖT = Övertid
| Datum   | Borta    | Mål | Hemma    | Mål | Noter |
| ------- | -------- | --- | -------- | --- | ----- |
| 20 mars | Edmonton | 1   | Victoria | 3   |       |
| 22 mars | Victoria | 2   | Edmonton | 2   |       |

### Stanley Cup
| Datum   | Borta            | Mål | Hemma            | Mål | Noter |
| ------- | ---------------- | --- | ---------------- | --- | ----- |
| 30 mars | Victoria Cougars | 0   | Montreal Maroons | 3   |       |
| 1 april | Victoria Cougars | 0   | Montreal Maroons | 3   |       |
| 3 april | Victoria Cougars | 3   | Montreal Maroons | 2   |       |
| 6 april | Victoria Cougars | 0   | Montreal Maroons | 2   |       |